# Рейд Дуліттла

Карта рейду Дуліттла

Рейд Дуліттла (англ. Doolittle Raid) — авіаналіт 16 середніх бомбардувальників наземного базування B-25 Mitchell під командуванням підполковника Джеймса Дуліттла, які, злетівши з авіаносця «Хорнет», вперше атакували територію Японії. Наліт не мав серйозних військових наслідків, але мав велике політичне значення.

## Передумови
З початку війни на Тихому океані стратегічна ініціатива належала Японії. Тихоокеанський флот США не відновив своїх сил після передислокації частини кораблів в Атлантику та розгрому в Перл-Гарборі. Японці захопили Яву, Вейк, Рабаул, Сінгапур, Батаан. Флоти союзників були знищені. Японці бомбардували Австралію, над якою нависла загроза вторгнення. Тому для підняття бойового духу потрібен був реванш. Так виник план авіаційного нальоту на Токіо.

## Підготовка до нальоту

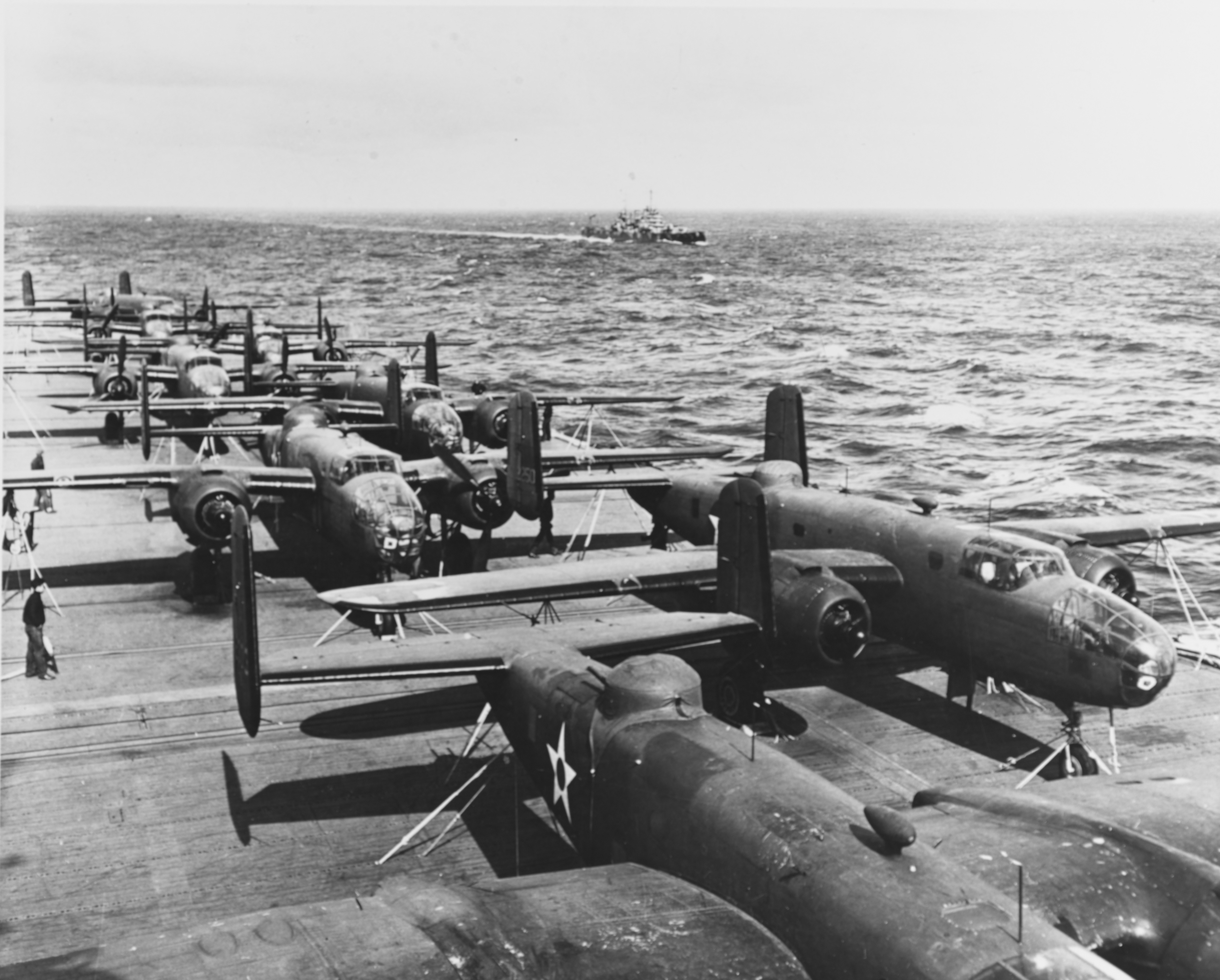
B-25B на палубі авіаносця «Хорнет» перед рейдом на Японію

Для нальоту на Японію серед трьох претендентів (B-25 Mitchell, B-26 Marauder та B-23 Dragon) був обраний бомбардувальник B-25, який мав, порівняно з іншими літаками, меншу довжину розбігу та розмах крил.
До операції планувалось залучити 2 авіаносці. Один ніс на борту бомбардувальники, інший — винищувачі, які прикривали весь загін. За розрахунками, на палубі авіаносця могли розміститись 16 літаків B-25.
За планом оперативний загін повинен був наблизитись на відстань 500 миль від узбережжя Японії, випустити літаки і негайно покинути район дій. Літаки повинні були атакувати цілі в районах Токіо-Йокогама, Осака-Кобе та Нагоя. У переліку цілей були авіаційні заводи, морські бази, нафтопереробні заводи та інші важливі оборонні об'єкти. Пропонувалось діяти з малих висот, щоб літаки не були помічені радарами, а також для більшої точності бомбометання. Літаки, злетівши з авіаносця та скинувши бомби, повинні були приземлитись на неокупованій території Китаю.
Щоб досягнути території Японії, на літаках встановили додаткові паливні баки, а також розмістили запас палива в каністрах. Щоб не порушувати режим радіомовчання, з літаків були демонтовані радіостанції.
Бомбове навантаження обмежили двома 227-кг фугасними та двома 227-кг касетними запалювальними бомбами. Кожна касета містила 128 запалювальних бомб. Крім того, на літаках встановили нові приціли, які дозволяли бомбити з малої висоти, та автопілоти.
Крім того, було модернізоване захисне озброєння. Верхню частину фюзеляжу за туреллю з 2-ма 12,7-мм кулеметами посилили металічним листом, щоб порохові гази не пошкоджували обшивку. У носовому обтічнику встановили 7,62-мм кулемет. У хвостовому обтічнику встановили 2 пофарбовані в чорний колір ручки від швабри, які імітували кулемети. З літаків зняли майже весь комплект освітлювальних ракет, які могли самовільно спрацювати та викликати пожежу. Залишили тільки по 2 ракети для посадки в темряві, розмістивши їх за броньованим підголів'ям пілотського крісла, де вони були у відносній безпеці.
На командирській машині та на машинах командирів ланок встановили автоматичні хвостові фотокамери, які повинні були знімати результати бомбометання. Фотокамери вмикались автоматично після звільнення бомботримачів та робили 60 знімків з інтервалом у пів-секунди. Решта літаків були обладнані звичайними 16-мм кінокамерами.

## Рейд

### Початок рейду
Після інтенсивних тренувань було відібрано 16 екіпажів, які прибули на борт авіаносця «Хорнет».
1 квітня на авіаносець доставили 16 літаків B-25. Наступного дня корабель вирушив до берегів Японії. 13 квітня до нього приєднався авіаносець «Ентерпрайз».
Старт літака Дуліттла намітили на полудень 19 квітня з таким розрахунком, щоб з'явитись у районі Токіо перед заходом сонця. Решта літаків повинні були злетіти через три години і прибути до цілі вже в темряві, орієнтуючись по пожежах, викликаних Дуліттлом. Дуліттл сподівався приземлитись у Китаї перед самим заходом сонця, решта літаків повинні були приземлитись вже 20 квітня.
Проте вранці 18 квітня, коли ескадра перебувала за 650 миль від узбережжя Японії, вона була помічена японськими патрульними кораблями — «Нітто-Мару 23» і пізніше «Нансін-Мару». І хоча американські крейсери потопили японські кораблі, проте японці встигли передати радіограму про помічену ескадру. У такій ситуації перед командувачем ескадри, віце-адміралом Вільямом Холсі постало питання: якщо випускати літаки негайно, то вони будуть над цілями в полудень, а сідатимуть вночі. Проте припинення операції зводило нанівець всі зусилля. У цій ситуації Холсі наказав негайно піднімати в повітря всі літаки.

### Наліт
Першим о 8:17 злетів літак Дуліттла. За ним протягом години злетіли решта 15 літаків.
О 12:15 літак Дуліттла скинув чотири запалювальні бомби на збройну фабрику. Цехи охопила пожежа, яка стала орієнтиром для наступних екіпажів. Дуліттл взяв курс на Китай.
Літак лейтенанта Тревіса Гувера скинув бомби теж о 12:15. Бомбардир лейтенант Річард Міллер не зумів знайти ціль — завод бездимного пороху, тому бомби впали на територію іншого заводу та сусіднього складу. Гувер на повній швидкості пішов на захід, щоб обійти Кавасакі та Йокогаму, потім повернув на південь, пройшовши повз Йокосуку, знизився до самої води, оминув японські острови та пішов у напрямку Китаю.
О 12:35 в Токіо оголосили повітряну тривогу. В-25 лейтенанта Роберта М. Грея скинув бомби на сталеливарний завод, газовий завод та хімічний завод. Хімічний завод згорів ущент. Літак В-25 потрапив під вогонь корабельної зенітної артилерії, але зумів без пошкоджень вийти з-під вогню. Грей перетнув Токійську затоку, повернув на південний схід, намагаючись дотягнути до Філіппін, але, пролетівши 40 миль, все ж повернув на південний схід і взяв курс на Китай.
Екіпаж лейтенанта Еверетта Холстрома наближався до Токіо на висоті 23 м, коли був атакований японськими винищувачами. На літаку заклинила турель, і літак залишився беззахисним. На перехват зі сторони Токіо летіли ще 9 винищувачів. Не маючи змоги прорватись до цілі, Холстром наказав скинути бомби, потім повернув на південь, і, відірвавшись від винищувачів, взяв курс на Китай.
Літак Девіда Джонса перетнув берегову лінію Японії на висоті всього 15 м, коли побачив головний орієнтир — гирло Токійської затоки. Оскільки його літак не вдалось заправити повністю, Джонс вирішив атакувати найближчу ціль. Скинувши бомби (були знищені паливна цистерна, електростанція і ще декілька будівель), літак взяв курс на південний захід.
Лейтенант Дін Холлмарк йшов слідом за машиною Джонса. Прориваючись через зенітний вогонь, він скинув бомби на портові будівлі вздовж Токійської затоки.
Після 12:40 всі інші бомбардувальники (крім одного) атакували порт, що змусило японське командування припустити, що саме порт є головною ціллю нальоту. Коли з'явились літаки другого ешелону, сектор доків був повністю прикритий з повітря. Зенітні батареї були в стані бойової готовності, в небо підняли загороджувальні аеростати.
Лейтенант Тед Лоусон досягнув узбережжя Японії о 13:00, повернув на південь у бік Токійської затоки. Екіпаж помітив декілька японських винищувачів, але додав у швидкості та відірвався від переслідувачів. Через півгодини літак на висоті всього 5 м досягнув Токійської затоки. Набравши висоту 450 м, Лоусон пройшов над берегом, скидаючи бомби на порт. Три фугасні бомби уразили припортовий завод, а запалювальна бомба впала на щільно забудований приватний сектор. Літак Лоусона потрапив під щільний зенітний вогонь, але різко знизившись, набрав швидкість, повернув на південь, оминув Йокогаму і над морем взяв курс на Китай.
Бомбардувальник Едварда Йорка не зумів знайти орієнтири, і командир вирішив бомбардувати першу достойну ціль. Бомби були скинуті на завод, електростанцію та залізничну станцію. Коли машина пролітала над аеродромом, стрілець відкрив вогонь з кулемета по літаках, які стояли на землі. Літак перелетів через гірський хребет і взяв курс на Радянський Союз.
Літак лейтенанта Гарольда Вотсона перетнув берегову лінію в 35 милях на північ від Токіо. Вотсон легко вийшов на Токіо, де машина потрапила під щільний зенітний вогонь. Вотсон знизився, та маневруючи, почав скидати бомби. Була розбомблена Tokio Gas and Electric Engineering Company. У цей момент літак був атакований японським винищувачем. Баштовий стрілець відкрив вогонь у відповідь і, скоріш за все, збив винищувач. Пролітаючи на малій висоті, літак пройшов над імператорським палацом, перетнув Токійську затоку і взяв курс на Китай.
Лейтенант Річард Джойс пілотував десятий літак, останній, який бомбив Токіо. Узбережжя Японії Джойс перетнув поблизу маяка Інубосакі. Потім він дев'ять миль летів на південь, далі розвернувся та попрямував до портової частини Токіо. Над Токійською затокою літак потрапив під зенітний вогонь авіаносця, який пропливав у затоці, а також берегової артилерії. Перетнувши затоку, Джойс скинув бомби на Japan Special Steel Company та на інші промислові та житлові об'єкти та полетів уздовж річки Тамагава. Один зі снарядів пробив фюзеляж. Пізніше літак Джойса декілька разів був атакований японськими винищувачами та дістав незначні пошкодження, проте американці зуміли відігнати їх вогнем із кулеметів. На захід від Йокосуки літак знову потрапив під обстріл зенітної артилерії. Прорвавшись через вогонь, літак знову зустрівся з японськими винищувачами. Набравши швидкість і висоту, літак увійшов у хмари. На висоті 900 м у хмарах він йшов уздовж узбережжя, а потім повернув у сторону Китаю.
У небо над Токіо злетіла велика кількість винищувачів, зенітна артилерія здійснювала загороджувальний вогонь. Проте американці вже виконали свою задачу над Токіо. Решта літаків бомбили інші райони Японії.

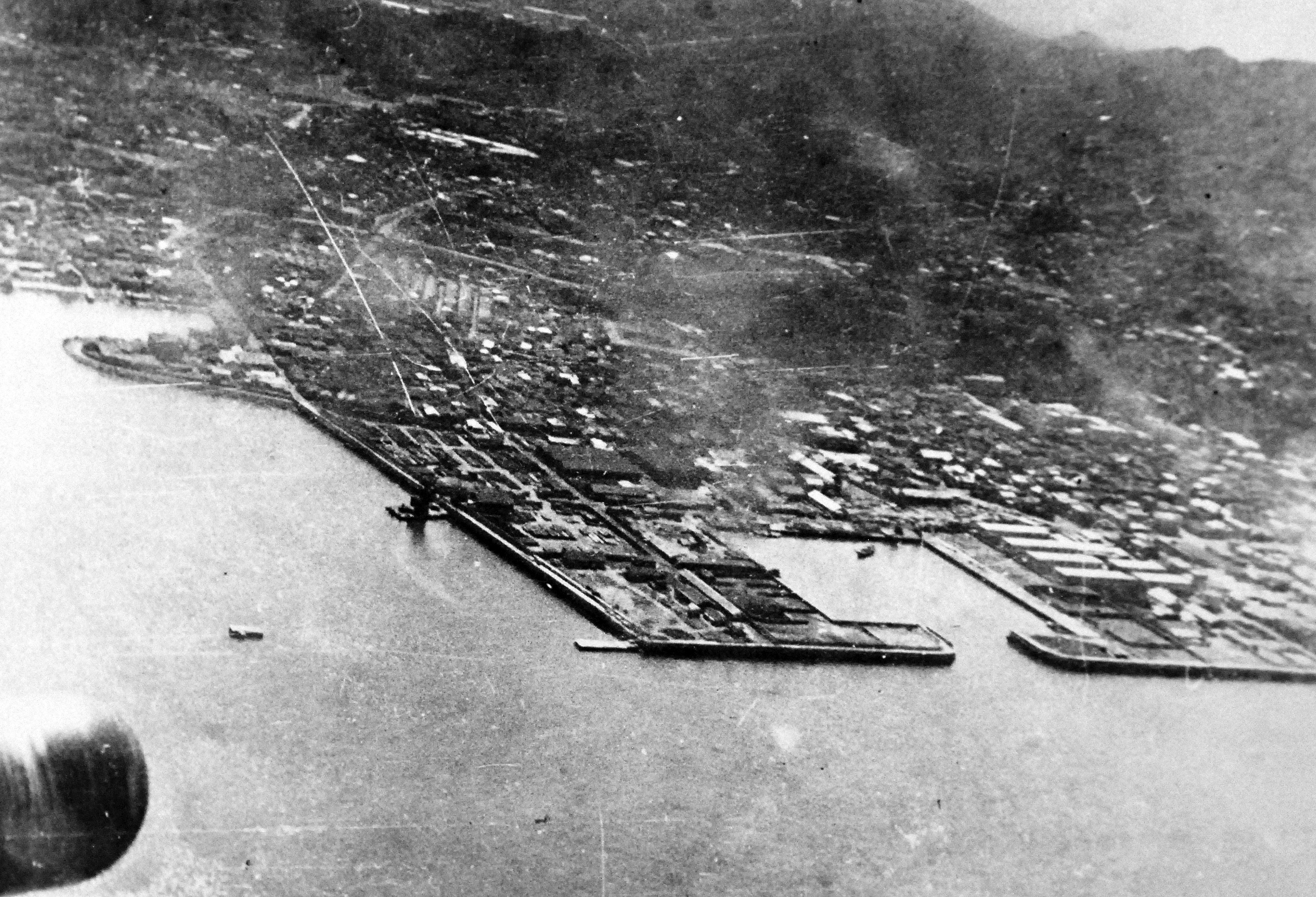
Фотографія морської бази Йокосука під час рейду Дуліттла

Лейтенант Росс Грінінг першим атакував Йокогаму. Його літак перетнув узбережжя Японії значно північніше Токіо. Грінінг декілька хвилин летів углиб острова, потім повернув на південь. Тут він був перехоплений чотирма японськими винищувачами. Стрілець відкрив вогонь та зумів уразити два винищувачі. Проте у міру наближення до цілі кількість винищувачів зростала. Тоді льотчики помітили внизу замаскований склад паливно-мастильних матеріалів. Беручи до уваги зростаючу загрозу, командир вирішив скинути бомби на склад. Звільнившись від бомб, літак легко набрав швидкість та відірвався від противника. Літак вилетів до Токійської затоки, де обстріляв три патрульні катери, на одному з них почалась пожежа. Грінінг летів на південь 20 хвилин, потім повернув вздовж узбережжя за 50 миль від нього. Коли літак досяг кінця Японії, він взяв курс на Китай.
Слідом за Грінінгом летів літак лейтенант Вільяма Баулера. Коли він пересік берегову лінію, то зрозумів, що опинився занадто далеко на північ від цілі. Ймовірне відхилення могло становити 100 миль. Штурман втратив орієнтацію і не зміг визначити положення літака. Вирішено було летіти вздовж узбережжя, поки не вдасться зорієнтуватись. Долетівши до Токійської затоки, штурман з'ясував свою позицію і видав курс на ціль — доки Йогогами. За 300 м від цілі японці виставити загороджувальні аеростати. Коли Баулер вирішив оминути їх з півночі, літак потрапив під зенітний вогонь. Набравши висоту, щоб перелетіти аеростати та вийти з-під вогню, літак вийшов на ціль. Скинувши бомби на нафтопереробний завод і склади, літак повернув на південний захід і взяв курс на Китай.
Наступний, тринадцятий B-25, який дістався до Японії, пілотували лейтенанти Едвард Макілрой і Річард Ноблоч. проте ні пілоти, ні штурман не змогли знайти орієнтирів, і припустили, що опинились за 100 миль на північ від Йокогами. Взявши курс на південь, літак полетів вздовж узбережжя. Досягнувши Токійської затоки, літак взяв курс на базу Йокосука. При підльоті до бази літак потрапив під щільний зенітний вогонь. Набравши висоту, льотчики скинули бомби, одна з яких потрапила в авіаносець, перебудований з транспорту, інша уразила підйомний кран, решта впали на житлові квартали, викликавши пожежі. Ноблоч постійно фотографував. Його знімки виявились єдиними, які уціліли після рейду. Макілрой полетів вздовж узбережжя, потім взяв курс на Китай.
Майор Джон Хілгер виконував обов'язки заступника Дуліттла. Його машина перетнула берегову лінію Японії в районі Токійської затоки. Протягом години і 15 хвилин Хілгер летів вздовж берегової лінії на висоті 300 м, поки не досягнув затоки Ізе, що вела до порту Нагоя, розташованого за 175 миль від Токіо. Поблизу цілі літак потрапив під щільний зенітний вогонь. Льотчики скинули бомби на казарми, склад паливно-мастильних матеріалів, арсенат та авіаційний завод Міцубісі. Скинувши бомби, Хілгер зпікірував на склад палива, обстрілюючи цистерни з кулемета, але викликати пожежу не вдалось. Хілгер летів над морем близько 20 хвилин, потім повернув на схід і вздовж узбережжя полетів у бік Китайського моря.
Лейтенант Дональд Сміт опинився над Токійською затокою одночасно з майором Хілгером. Над затокою Ізе їх літаки розійшлись. Хілгер полетів у бік Нагої, а Сміт взяв курс на Кобе, який розташований за 130 миль від затоки. Він перетнув затоку, набрав висоту і взяв курс на північ. Обігнувши східне узбережжя, Сміт почав атаку. Цілями були сталеливарний завод Веносіта, верф Кавасакі, електромашинний завод та авіаційний завод Кавасакі. Зенітна артилерія відкрила вогонь вже після того, як літак скинув бомби. Два винищувачі намагались перехопити B-25, проте їм це не вдалось.

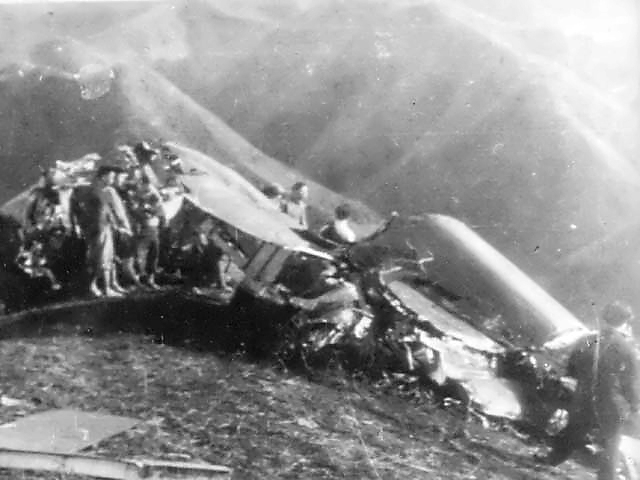
Рештки B-25 Дуліттла в китайських горах

Останній B-25, пілотований Вільямом Фарроу, перетнув берегову лінію точно на південь від Токіо. Зорієнтувавшись на місцевості, пілот повів літак прямо на Нагою. Наблизившись до цілі, екіпаж помітив попереду розриви зенітних снарядів та два стовпи диму — результат бомбардування Хілгера та Сміта. Фарроу вивів літак на висоту 150 м і розпочав атаку. Ціллю був склад паливно-мастильних матеріалів, тому літак був оснащений тільки запалювальними бомбами. Скинувши три бомби на склад, Фарроу скерував машину на наступну ціль — літакобудівний завод. Цистерни з паливом загорілись, але не вибухнули. Скинувши останню бомбу, літак досягнув кінця Японії та взяв курс на Китай.

### Після бомбардування

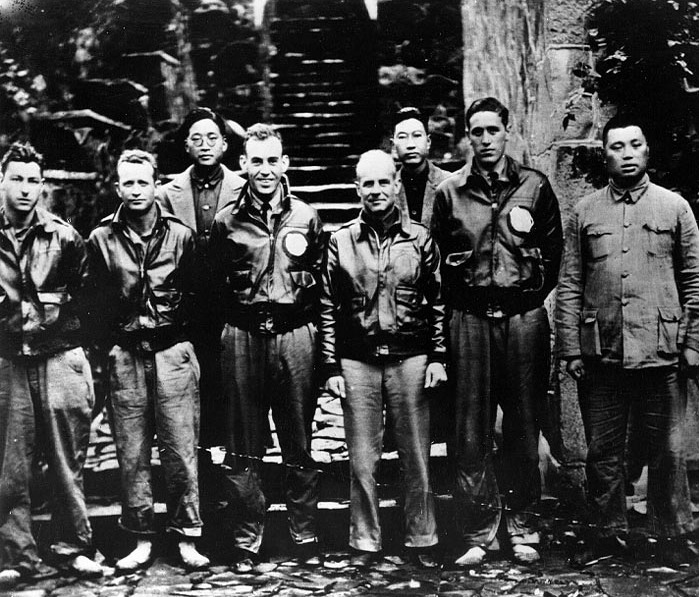
Джеймс Дуліттл та члени екіпажу його літака на території Китаю

З 16 літаків В-25В, які брали участь у рейді, один літак, пілотований капітаном Йорком, здійснив посадку поблизу Владивостока. Екіпаж був інтернований. Через 14 місяців була інспірована втеча льотчиків через територію Ірану.
Решта 15 літаків не змогли досягнути китайських аеродромів через брак палива. Чотири бомбардувальники розбились при спробі здійснити вимушену посадку та затонули в Південно-Китайському морі, екіпажі решти одинадцяти машин покинули літаки в повітрі. У результаті 7 льотчиків були поранені, 3 льотчики загинули, вісім були захоплені в полон. Троє з них були страчені 15 жовтня 1942 року: Дін Е. Холлмарк, Вільям Фарроу, Гарольд Спад. Роберт Мелдер помер у полоні 1 грудня 1943 року. Таким чином, всього загинуло 7 льотчиків.

## Наслідки
Рейд не мав великого військового значення. Було пошкоджено різною мірою тринадцять об'єктів, в тому числі сталеливарний завод і недобудований авіаносець.
Втрати японців були незначні — близько 50 загиблих і 400 поранених. Проте рейд мав велике політичне значення для підняття бойового духу американського суспільства після невдач першого етапу війни.
За допомогу американським льотчикам японці провели каральну операцію в провінції Цзянсі, внаслідок якої протягом 4-х місяців загинуло близько 250 тисяч китайців.

## У мистецтві
- У 1944 році був знятий фільм «Тридцять секунд над Токіо» (англ. Thirty Seconds Over Tokyo), присвячений цій події.
- У 1976 році був знятий фільм «Мідуей», який розпочинається сценою рейду Дуліттла.
- Рейд Дутіттла показаний у фільмі 2001 року «Перл-Гарбор».
- Рейд Дуліттла показаний у фільмі 2019 року «Мідвей»